# Tenet (film)
Tenet är en amerikansk-brittisk action-thrillerfilm från 2020. Filmen är regisserad av Christopher Nolan, som även skrivit manus. I filmen medverkar John David Washington, Robert Pattinson, Elizabeth Debicki, Dimple Kapadia, Michael Caine och Kenneth Branagh. Handlingen följer en hemlig agent (Washington) när han manipulerar tidsflödet för att förhindra tredje världskriget.
Efter att ha skjutits upp flera gånger på grund av coronapandemin fick filmen till sist svensk premiär den 26 augusti 2020.
På Oscarsgalan 2021 vann Tenet för bästa specialeffekter. Den nominerades även för bästa scenografi men förlorade mot Mank.

## Rollista (i urval)[4][5]
- Protagonisten – John David Washington
- Neil – Robert Pattinson
- Katherine "Kat" Sator – Elizabeth Debicki
- Andrei Sator – Kenneth Branagh
- Priya Singh – Dimple Kapadia
- Sir Michael Crosby – Michael Caine
- Fay – Martin Donovan
- Wheeler – Fiona Dourif
- Volkov – Jurij Koloknikov
- Mahir – Himesh Patel
- Barbara – Clémence Poésy
- Ives – Aaron Taylor-Johnson
- Sanjay Singh – Denzil Smith